# Фосфид иттрия
Фосфид иттрия — неорганическое соединение
иттрия и фосфора с формулой YP.

## Получение
- Нагревание чистых веществ в вакууме:

{\displaystyle {\mathsf {Y+P\ {\xrightarrow {500-1000^{o}C}}\ YP}}}

## Физические свойства
Фосфид иттрия образует кубические кристаллы.